# Azul (wulkan)
Volcán Azul – niewysoki wulkan we wschodniej części Nikaragui, na nadbrzeżnej równiny wybrzeża atlantyckiego.
Wulkan Azul tworzą trzy stożki z kraterami o średnicy 50-60 m. Ostatnia erupcja miała tu miejsce prawdopodobnie kilka tysięcy lat temu. 
Wulkan został odkryty przez geologów w latach 1960. podczas przelotu samolotem.